# Адур
Адур (на френски: Adour) е река в югозападна Франция (департаменти Горни Пиренеи, Жерс, Ланд и Атлантически Пиренеи), вливаща се в Атлантическия океан. Дължина 308 km, площ на водосборния басейн 16 912 km².

## Географска характеристика

### Извор, течение, устие
Река Адур се образува под името Адур дю Турмале на 810 m н.в., в долината Кампан от сливането на 3 малки реки Адур дю Пайол (10 km), Адур дю Грип (15 km) и Адур дю Льоспон (19 km), водещи началото си от масива Арбизон в планината Пиренеи, в департамента Горни Пиренеи. В горното течение тече на север, в средното на запад, а в долното на югозапад, като образува голяма изпъкнала на север дъга. До град Тарб е типична планинска река с тясна и дълбока долина и бързо течение. След това долината ѝ се разширява, пресича възвишението Арманяк и постепенно завива на северозапад и запад. Пресича в западно и югозападно направление югозападната част на Гаронската (Аквитанска) равнина. Тук долината ѝ става широка и плитка, течениено бавно и спокойно, изпъстрено с многобройни меандри. Влива се м югоизточната част на Бискайския залив на Атлантическия океан, при град Байон (департамента Атлантически Пиренеи).

### Водосборен басейн, притоци
Водосборният басейн на Адур обхваща площ от 16 912 km² и е асиметричен, с по-дълги и пълноводни леви притоци. На северозапад, север, североизток, изток и югозапад водосборният басейн на Адур граничи с водосборните басейни на реките Лер, Гарона и други по-малки, вливащи се в Атлантическия океан, а на юг – с водосборния басейн на река Ебро, вливаща се в Средиземно море.
Основни притоци:
- леви – Ешез (Échez, 64 km, 411 km²), Лез (Léez, 56 km), Габас (Gabas, 117 km, 417 km²), Лут (Louts, 86 km), Люи (Luy, 155 km, 1150 km²), Асте (с Олорен 159 km), Бидуз (Bidouze, 82 km, 285 km²), Нив (Nive, 79 km, 1030 km²);
- десни – Естеу (48 km), Аро (Arros, 131 km, 1283 km²), Мидуз (Midouze, 151 km, 3590 km²).

### Хидроложки показатели
Река Адур има предимно дъждовно подхранване с ясно изразено зимно и пролетно пълноводие (от декември до юни). Среден годишен отток в долното течение 289 m³/sec. Често явление през пролетта и есента са внезапните епизодични прииждания на реката в резултат от поройни дъждове във водосборния ѝ басейн.
Средно месечен оттток на река Адур (m³/сек.)

### Флора и Фауна
Основни макрофити: R. fluitas, Potamogeton (Potamogeton nodosus), Rogolistnik (Ceratophyllum demersum), Жълта водна роза (Nymphaeaceae), Спирала Vallisneria (Vallisneria spiralis). В реката има 26 вида родни и 17 вида неродни видове риба. 13,3% от басейна ѝ е защитена зона.

## Стопанско значение, селища
В миналото река Адур е служила като главен речен път за изнасяне и превоз на стоки. По реката са се транспортирали най-различни видове вина, които се продавали в югозападната част на Франция. Тази дейност продължава до зората на 20 век, когато превозването с лодки се заменило с влакове, които превозвали стоките по-бързо и по-евтино. Четирите големи пристанища на реката по тонаж са в градовете: Мюгрон (Mugron), Сен Север (Saint-Sever), Енкс (Hinx) и Дакс (Dax). Сега реката е плавателна за плиткогазещи съдове до град Сен Север и по нея се транспортират предимно местни продукти, предимно царевица.
Долината на реката е гъсто заселена, като най-големите селища са градовете: Тарб (департамент Горни Пиренеи), Дакс (департамент Ланд) и Байон (департамент Атлантически Пиренеи).

## Галерия
- Реката
- Град Байон е разположен по протежето на реката
- Устието на река Адур в град Байон